# Ukośne brzmienie półtonu

Przykład ukośnego brzmienia

Ukośne brzmienie półtonu – zmiana chromatyczna dźwięku pomiędzy dwoma różnymi głosami.
Ukośne brzmienie powstaje wówczas, gdy zmiana chromatyczna (w praktyce jest to często zamiana tercji wielkiej na małą lub odwrotnie) krzyżuje się w głosach. W harmonii klasycznej jest to niedozwolone. Wyjątek stanowi kadencja neapolitańska, której cechą charakterystyczną jest właśnie ukośne brzmienie półtonu (połączenie SIIobn. z D).